# Vormoos (Gemeinde Zell am Moos)
Vormoos ist ein kleiner Ort im Salzkammergut in Oberösterreich wie auch Ortschaft der Gemeinde Zell am Moos im Bezirk Vöcklabruck.

## Geographie
Der Ort Vormoos befindet sich Luftlinie 26½ Kilometer südwestlich von Vöcklabruck, gut 4 Kilometer nördlich von Mondsee und 2 Kilometer südöstlich des Gemeindehauptortes Zell am Moos.
Der kleine Weiler umfasst 6 (2001);Gebäude mit 25 Einwohnern.
Er liegt hoch an der Nordabdachung des Lackenbergs (925 m ü. A.) auf 815 m ü. A. Höhe, etwa 250 Meter über dem Talgrund. Östlich geht es hinunter in das Engtal der obersten Vöckla, dort befindet sich auf 698 m ü. A. abgelegen die Vormoos-Mühle (Harpoint 31). Das Tal eines kleinen Zubringers der Vökla führt dort hinunter. Westlich geht der Zeller Bach zum Irrsee. Damit liegt der Ort genau auf der Wasserscheide der Vöckla zur Ager (mit ihren Einzugsgebieten Attersee beziehungsweise Mondsee und Irrsee).
Den Ort erreicht man über ländliche Zufahrtswege von Zell am Moos herauf, von der Haslau, von Harpoint an der L1279 Mondseebergstraße oder von Mondsee über die Guggenberger Höhenlagen. Diese Wege sind auch Spazier- oder Radrouten mit Aussicht über das Mondseeland.
|                                                              | Breitenau (O)                               | Entersgraben                        |
| Lindau (O)                                                   | Kompassrose, die auf Nachbargemeinden zeigt | Vormoos-Mühle (O Harpoint)          |
| Zellgraben (Gem. Tiefgraben) Guggenberg (O, Gem. Tiefgraben) | Sulzberg (Gem. Tiefgraben)                  | Ebnat (O Wildmoos, Gem. Tiefgraben) |

## Geologie und Geschichte
Die Ortslage ist eine Randmoräne einer Zunge des Riß-zeitlichen Traungletschers (um die 200.000 Jahre alt). Dieser bildete neben dem Straßwalchener Hauptlobus eine Nebenzunge in die Haslau aus, die bei Vormoos ansetzte. Die Endmöräne dieses Seitenarms ist von Haslau-Berg bis Gollau hinunter auf 650 m ü. A. gut erhalten, und auch bei Schoibern am Gommersberg (auf 795 m ü. A.) gegenüber nachgewiesen.
Der Vormooser Möränenwall ist deutlich zweigeteilt, einer zieht sich nordöstlich am Entersgraben vorbei zur Vöckla hinunter, und einer nördlich nach Breitenau, was zwei Vorstoßmaxima markiert.
Korrespondierender rißzeitlicher Kiessand an der Vöckla bei Harpoint und hinüber zum Haltgraben bei Heissing zeigt eine Nebenausbauchung des Gletschers.
Der Lackenberg teilte vom Mondseegletscher der Riß in eine weitere Nebenzunge am Hochmoos ab, dessen Moränen reichen bei Ebnat bis knapp hinunter zur Vormoosmühle. Hier ist eine ausgedehnte Massenbewegung befundet.
Der Ortsname bezieht sich wohl auf einen Hochmoorrest. Der Ort erscheint in der Josephinischen (1.) Landesaufnahme um 1780. Nach dem Franziszäischen Kataster um 1830 hatte der Ort schon seinerzeit 4 Häuser, die Vormooser Saag findet sich ebenfalls verzeichnet. Heute befindet sich dort kein Sägewerk mehr.